# La regina delle fate (Spenser)

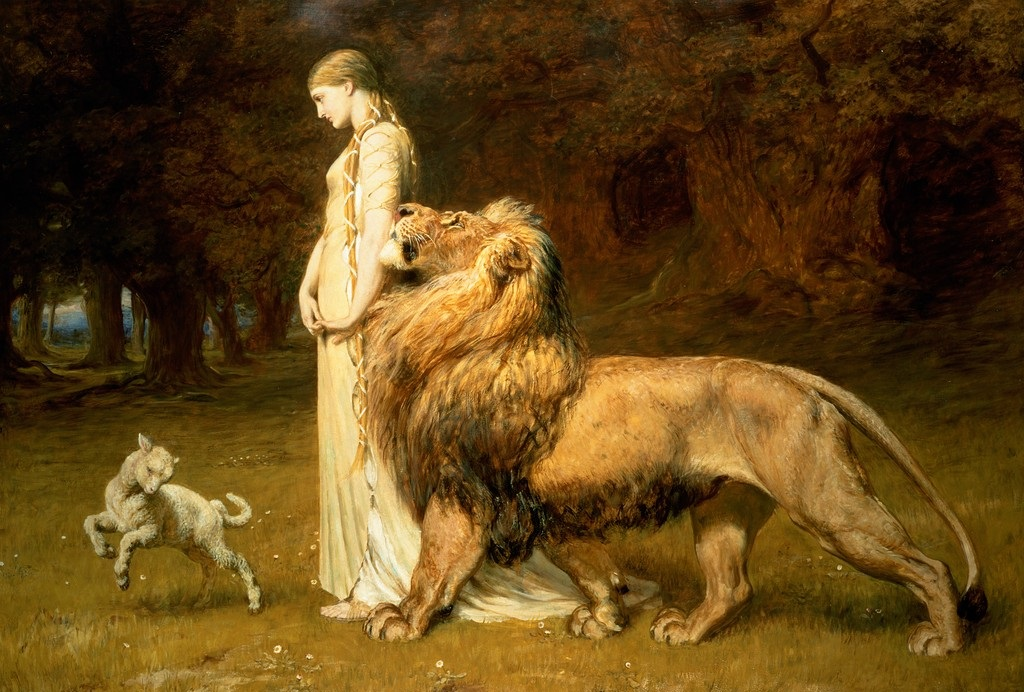
Una e il leone, dipinto di Briton Rivière.

La regina delle fate (in inglese The Faerie Queene) è il poema epico incompiuto di Edmund Spenser, edito nel 1590.
Edmund Spenser definì The Faerie Queene come un'allegoria, in una lettera a Walter Raleigh pubblicata insieme alla prima edizione del poema.

## Struttura
È una lunga e densa allegoria delle virtù cristiane, calata nel contesto della leggenda di re Artù. L'idea originaria di Spenser era di scrivere dodici libri divisi a loro volta in dodici canti, ma la morte prematura ha fermato a metà la sua opera. Il numero dei canti, comunque, rimanda all'Eneide di Virgilio.
Il poema è scritto in strofe spenseriane (otto pentametri giambici e un verso alessandrino legati dalla rima ababbcbcc), struttura metrica poi ripresa da William Wordsworth, John Keats, Lord Byron e Alfred Tennyson.

## Temi e personaggi

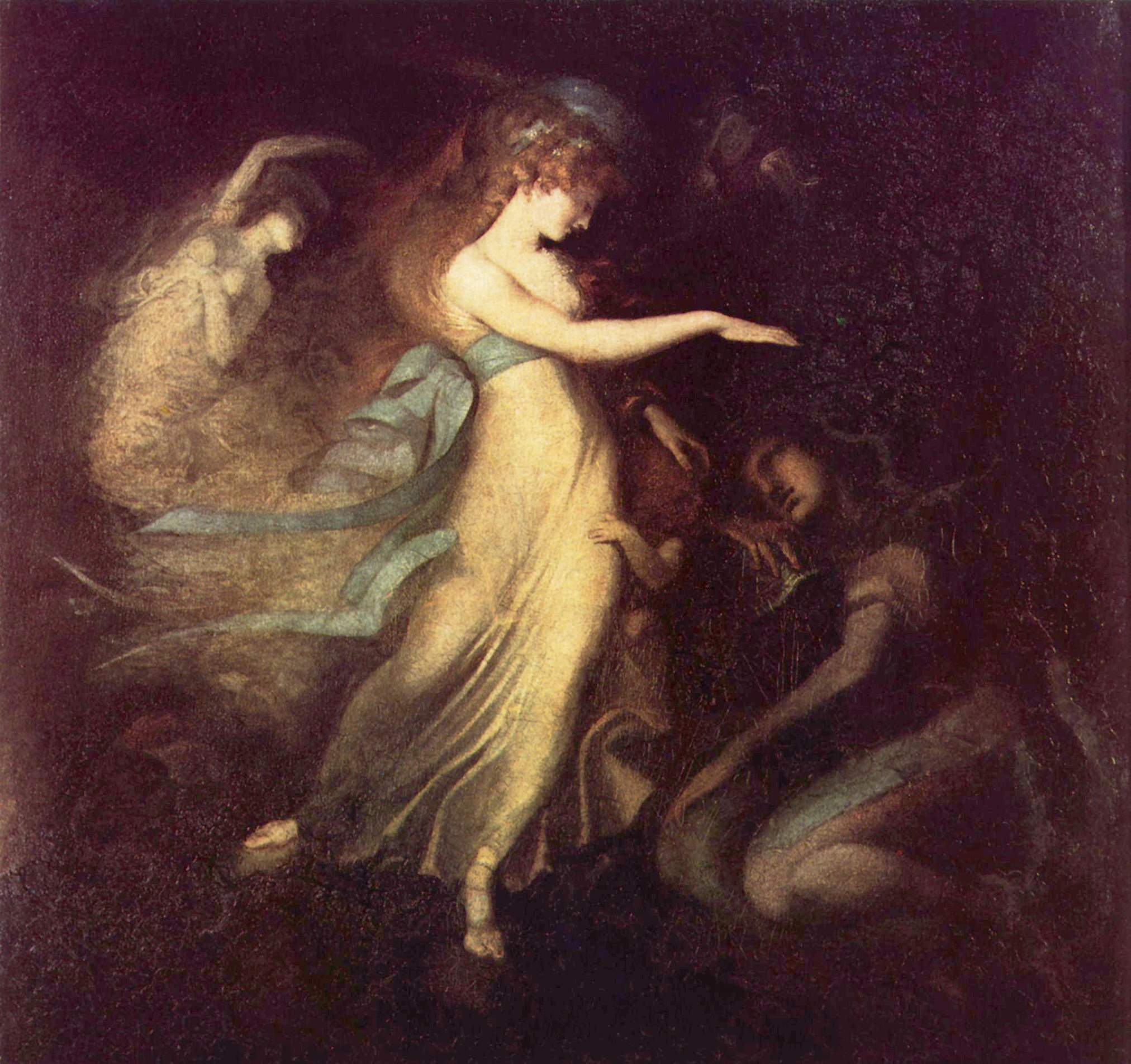
La regina delle fate con il principe Artù, di Johann Heinrich Füssli.

In ognuno dei sei libri, vengono introdotti altrettanti cavalieri che rappresentano delle virtù. Il Cavaliere della Rossa Croce è quello della santità; Guyon della temperanza; donna Britomart della castità; seguono quelli dell'amicizia, della giustizia e della cortesia. Ogni significato è spiegato gradualmente nel corso dell'opera in maniera complessa.
Inoltre, la regina delle fate (Gloriana) e Britomart possono essere identificate nella regina Elisabetta I d'Inghilterra, il che complica ulteriormente il poema. Si inserisce così un'allegoria storica che coinvolge anche vari eventi del Cinquecento inglese e irlandese. La stessa epicità del poema rimanda alla gloria della sua nazione.

## Fortuna
La regina delle fate ha ispirato decine di scrittori, tra cui John Milton, John Keats, James Joyce e Ezra Pound.

## Traduzione italiana
Il 21 novembre del 2012, oltre quattrocento anni dopo la morte di Spenser, viene pubblicata la prima traduzione integrale italiana della "Faerie Queene", a cura di Luca Manini, per Bompiani (collana "Classici della letteratura europea").